# Beauregard (Mississippi)
Beauregard é uma vila localizada no estado americano de Mississippi, no Condado de Copiah.

## Demografia
Segundo o censo americano de 2000, a sua população era de 265 habitantes. 
Em 2006, foi estimada uma população de 277, um aumento de 12 (4.5%).

## Geografia
De acordo com o United States Census Bureau tem uma área de 
2,4 km², dos quais 2,4 km² cobertos por terra e 0,0 km² cobertos por água.

## Localidades na vizinhança
O diagrama seguinte representa as localidades num raio de 32 km ao redor de Beauregard. 